# Tanja Hess
Tanja Hess est une bobeuse allemande.  

## Palmarès

### Championnats monde
- Médaille de bronze en bob à deux aux Championnats du monde de la FIBT 2001.